# Inertiaalstelsel
In de natuurkunde is een inertiaalstelsel (Latijn: inert, werkeloos, inactief, traag) een coördinatenstelsel waarin voorwerpen waarop geen kracht werkt, stilstaan of zich eenparig rechtlijnig voortbewegen. Een dergelijke beweging heet een traagheidsbeweging. Dit betekent dat in zo'n stelsel de bewegingswetten van Newton hun eenvoudigste vorm hebben: voorwerpen veranderen alleen van snelheid als er een kracht op ze inwerkt, en dan is de versnelling evenredig met die kracht.
Hemellichamen die ver van andere objecten verwijderd zijn en die in uniforme beweging zijn ten opzichte van de kosmische achtergrondstraling, behouden een dergelijke uniforme beweging. De bijbehorende inertiaalstelsels worden 'traagheidsframes' genoemd, het zijn de frames waarin de eerste bewegingswet van Newton geldig is.
Alle inertiaalstelsels zijn ten opzichte van elkaar in een eenparig rechtlijnige beweging. In geen daarvan zal een versnellingsmeter een versnelling aanwijzen. Metingen in het ene inertiaalstelsel kunnen met een eenvoudige transformatie omgerekend worden naar een ander inertiaalstelsel. Voor newtoniaanse mechanica is dat de galileitransformatie, voor de speciale relativiteitstheorie de lorentztransformatie.
In de algemene relativiteitstheorie kan in elk gebiedje dat zo klein is dat de kromming van de tijdruimte verwaarloosbaar is, een stel inertiaalstelsels gevonden worden die dat gebied bij benadering beschrijven.
Het aardoppervlak is geen inertiaalstelsel omdat onze planeet draait ten opzichte van de vaste sterren en sterrenstelsels. Voor veel bewegingen op grote schaal moet rekening gehouden worden met deze draaiing. Het kan berekeningen eenvoudiger maken om versnelde bewegingen toch te beschrijven in een inertiaalstelsel. Dan manifesteren er zich echter traagheidseffecten: een traagheids-schijnkracht bij versnelling van de omgeving en een traagheidsweerstand bij daadwerkelijke versnelling van het object ten opzichte van een traagheidsbeweging, die een beweging kan zijn langs een geodeet van de vierdimensionale ruimtetijd. Met zulke effecten wordt in dit geval rekening gehouden door ze als traagheidskrachten in de formules en in de berekening mee te nemen. Anders gezegd: er worden in het rekenmodel van het inertiaalstelsel daar in principe niet in thuis horende krachten ingevoerd, die om deze reden schijnkrachten zijn gaan heten, zoals het corioliseffect en de middelpuntvliedende kracht.

## Inertiaalstelsels in de klassieke mechanica en de speciale relativiteitstheorie
Bij een absolute ruimte kan men een stilstaande oorsprong kiezen en een stilstaand orthogonaal assenstelsel. Iedere keuze is een representatie van hetzelfde inertiaalstelsel. De tijd {\displaystyle t} is in dit model absoluut. Ook voor de tijd kan men een oorsprong (nulpunt) kiezen. Een ander inertiaalstelsel wordt gegeven door de snelheid (grootte en richting) van de oorsprong. Als de assen van het assenstelsel evenwijdig aan die van het eerder genoemde stelsel worden gekozen en de oorsprongen voor {\displaystyle t=0} samenvallen, kan men de coördinaten omrekenen met de galileitransformatie. Een verschoven of gedraaid assenstelsel representeert hetzelfde inertiaalstelsel. Een met constante snelheid verschuivend assenstelsel representeert een ander inertiaalstelsel. Een met variabele snelheid verschuivend of een draaiend assenstelsel representeert geen inertiaalstelsel.
Een volgende stap is het loslaten van het begrip absolute ruimte, maar wel vasthouden aan een absolute tijd. Stilstaan is nu geen absoluut begrip, en er is dus niet één inertiaalstelsel dat stilstaat. Er zijn alleen maar relatieve snelheden. De galileitransformatie kan nog steeds worden toegepast, met invulling van de relatieve snelheid tussen twee inertiaalstelsels. De transformatie van de ruimtecoördinaten hangt af van de tijd. De afstand tussen twee ruimtelijke posities hangt niet af van het gekozen inertiaalstelsel.
In de speciale relativiteitstheorie is ook de tijd niet absoluut (zie ook gelijktijdigheid). Ten opzichte van een inertiaalstelsel wordt een ander inertiaalstelsel nog steeds gegeven door de relatieve snelheid. Als de ruimteassen van het tweede assenstelsel evenwijdig aan die van het eerste worden gekozen, en de ruimtetijdoorsprongen samenvallen, kan men de ruimtetijdcoördinaten omrekenen met de lorentztransformatie. De relatie tussen twee ruimtetijdposities kan worden uitgedrukt als de relatieve ruimtetijdpositie van de een ten opzichte van de ander. De ruimtelijke afstand en het tijdsverschil hangen af van het inertiaalstelsel, het verschil van de kwadraten daarvan niet (lorentzinvariantie).
In de speciale relativiteitstheorie doelt men bij het begrip waarnemer (zoals een waarnemer in een bepaald ruimteschip) vaak op het inertiaalstelsel (in dit geval dat waarin het ruimteschip stilstaat). Een gebeurtenis vindt plaats op een bepaalde ruimtetijdpositie, maar welke ruimtelijke positie en tijd daarbij horen hangt af van het inertiaalstelsel. In deze context is er verder geen onderscheid tussen waarnemers op verschillende posities, zoals voor in of achter in het ruimteschip (en is er trouwens geen ruimtelijke beperking tot het ruimteschip zelf). Men kan denken aan overal aanwezige, in dit inertiaalstelsel synchrone klokken en, analoog daaraan, markeringen van ruimtelijke posities. In deze context is vertraging doordat een signaal tijd nodig heeft om een bepaalde persoon te bereiken niet aan de orde.

## Het begrip "absolute ruimte"
Het begrip "absolute ruimte" is ontstaan in de tijd van Newton, al werd het toen al niet aanvaard door zijn tegenstanders de "relationisten", zoals Leibniz en Huygens. Newton ging ervan uit dat de absolute ruimte werd bepaald en begrensd door de "vaste sterren". Door later ontstane inzichten bleken die sterren echter ook allemaal te bewegen.
Het fundament waarop Newton zijn stelsel bouwde, "de absolute ruimte", bleek dus niet te bestaan. Ondanks deze ontdekking bleef men de wetten van Newton gebruiken in (dus lokale) inertiaalstelsels vanwege de eenvoud ervan.
Volgens Newton is een coördinatenstelsel dat ten opzichte van de absolute ruimte een versnelde beweging uitvoert geen inertiaalstelsel. Een "aan zichzelf overgelaten" massa in dat stelsel zal ten opzichte van dat stelsel zelf gaan versnellen. Het versnelt in de tegenovergestelde richting waarin het stelsel zich in de absolute ruimte versnelt en wel met dezelfde grootte.
Dit is te verklaren uit het feit dat een "aan zichzelf overgelaten" massa volgens Newton zal stilstaan ten opzichte van de absolute ruimte. Het vreemde is nu dat het inertiaalstelsel gerelateerd is aan de absolute ruimte en niet aan andere massa's.
De vraag is: "Hoe kan een abstractie zoals de absolute ruimte invloed hebben op massa's?" Het antwoord is: "De eigenschappen van de (oneindige) absolute ruimte worden bepaald door alles wat er zich in bevindt". Men mag zich dus de ruimte niet voorstellen als een leeg plaatselijk vacuüm. Alle verder weg gelegen objecten tezamen hebben invloed. Die invloed wordt verdisconteerd in de eigenschappen van de abstractie "massatraagheid". Men kan hieruit de conclusie trekken dat inertiaalstelsels ten opzichte van elkaar in rust zijn of zich eenparig rechtlijnig bewegen. Dat is alleen zo binnen het denksysteem van Newton.
De natuurkundige Erik Verlinde schrijft de zwaartekracht, het gedrag van massa's onderling, via de snaartheorie toe aan kwantummechanische effecten. Op deze manier komt er via een omweg toch weer een soort idee van "ether" terug.

## Relativiteit
Alle "vaste" sterren uit de tijd van Newton worden nu begrepen als bewegend en elkaar onderling beïnvloedend. De absolute ruimte bestaat niet meer. De anomalie in het newtoniaanse denken door het bestaan van inertiaalstelsels "in vrije val" is hiervoor een bewijs. Dit kan men bijvoorbeeld waarnemen in een ruimtevaartuig dat zich in een baan om de aarde beweegt. Ook daar zijn de bewegingswetten van Newton geldig, hoewel het stelsel in versnelling is ten opzichte van de aarde. Dit noemt men nu een "lokaal inertiaalstelsel". Het speelt een rol in de relativiteitstheorie.
We bekijken daarom nu alles relatief.
Strikt genomen is een coördinatenstelsel op aarde ook geen inertiaalstelsel vanwege de invloed van de zwaartekracht en de versnelling van de aarde in de ruimte. Echter, wanneer die zwaartekracht (als versnellende kracht) in het coördinatenstelsel wordt gedefinieerd, kunnen door die aanname de effecten hiervan meegenomen worden in de berekening. Meestal zijn de wetten van Newton dan wel weer geldig.
In de praktijk zijn bovenstaande abstracties niet zo erg belangrijk: verwaarloosbare invloeden van buiten een stelsel hinderen de berekeningen niet. Het moeten dan wel echt verwaarloosbare invloeden zijn.
Een inertiaalstelsel op het oppervlak van de aarde voor de berekening van een kogelbaan zal in de praktijk geen nadeel ondervinden van het feit dat het versneld is ten opzichte van het inertiaalstelsel in het zonnestelsel dat gebruikt wordt om de baan van de planeten te berekenen. En dit laatste stelsel zal weer geen invloed ondervinden van een inertiaalstelsel in het centrum van de Melkweg.
In feite komt het eigenlijk slechts hierop neer: als de wetten van Newton toepasbaar zijn, mag je ze toepassen. De toetssteen is dan: binnen een inertiaalstelsel zal een aan zichzelf overgelaten voorwerp stilstaan of eenparig rechtlijnig bewegen.

## Beperkingen
Wanneer een voorwerp in zo'n inertiaalstelsel versnelt of vertraagt, mag dat dus alleen veroorzaakt worden door een - ten opzichte van het coördinatenstelsel gedefinieerd - zwaartekrachtsveld of een uitwendige kracht, dit laatste door de aantrekking van een ander voorwerp of als reactiekracht van bijvoorbeeld een straalmotor.
Als men de wetten van Newton zou willen toepassen binnen een niet-inertiaalstelsel, zou men de effecten van de krachten van het hele versnellende heelal (binnen het denkkader van Newton) moeten compenseren. Dat zal niet lukken omdat alle vereenvoudigingen geïntroduceerd door het begrip massatraagheid van een voorwerp niet meer mogen worden toegepast. We zouden bijvoorbeeld alle bestaande massadeeltjes in het heelal ten opzichte van elkaar moeten berekenen volgens de gravitatiewet ({\displaystyle F=Gm_{1}m_{2}/r^{2}}) inclusief hun traagheidseffecten. De introductie van het begrip 'inertiaalstelsel' is dus puur ten behoeve van de vereenvoudiging van de berekening.

## Achtergrond
Als we berekeningen willen uitvoeren op stilstaande en bewegende voorwerpen, maken we gebruik van een berekeningsmethode en een coördinatenstelsel, bijvoorbeeld een baan van een op aarde afgeschoten kogel met een bepaalde massa volgens de wetten van Newton. Bij het toepassen van de wetten van Newton is dat echter niet altijd toegestaan. Men mag niet zomaar willekeurig een coördinatenstelsel kiezen. Het stelsel dient een inertiaalstelsel te zijn, volgens de beschrijving hierboven.

### Waarom?
Stel dat we kijken naar een danseres die in een rok een pirouette draait. Ze doet haar armen verticaal omhoog en ze gaat sneller ronddraaien. Haar rok spreidt zich hierbij horizontaal uit.
Doordat ze haar armen omhoog doet, wordt haar massa meer geconcentreerd in het centrum, zodat het traagheidsmoment kleiner wordt. Omdat de rotatie-energie niet verandert (er gaat weinig rotatie-energie verloren door wrijving van de lucht en de balletschoenen), maar gemiddeld genomen over een kleinere radius verdeeld is, zal de rotatiesnelheid toenemen (zie de wet van behoud van impulsmoment). De middelpuntvliedende kracht van de rok overwint deels de zwaartekracht, waardoor de rok zich opricht.
Stel dat we een coördinatenstelsel kiezen dat even snel ronddraait als het meisje. Het meisje draait dan niet meer ten opzichte van het coördinatenstelsel. Nu gebeurt er iets vreemds: het meisje doet haar armen omhoog en we zien de rok omhoog gaan, terwijl hier geen reden voor lijkt zijn. Er is toch geen rotatie-energie en er is geen middelpuntvliedende kracht meer: het meisje staat tenslotte stil ten opzichte van ons coördinatenstelsel!
Waar zit de fout in de redenering?
Verklaring: We hadden de wetten van Newton niet in het draaiende coördinatenstelsel mogen toepassen, want het is geen inertiaalstelsel. Een aan zichzelf overgelaten voorwerp in het met het danseresje meedraaiende coördinatenstelsel zal niet blijven stilstaan of zich eenparig rechtlijnig bewegen: het zal, afgezien van de zwaartekracht, cirkels beschrijven. Het stelsel is in versnelling (een rotatie is een versnelling) ten opzichte van het overheersende lokale inertiaalstelsel van de wereld: ten opzichte van massa's (sterren, sterrenstelsels) ver weg, ten opzichte van de kosmische achtergrondstraling. Om in het horizontale vlak de wetten van Newton zonder meer toe te kunnen passen moeten we een ten opzichte van het aardoppervlak stilstaand of eenparig rechtlijnig bewegend coördinatenstelsel kiezen. 
Hierbij komt meteen een discussiepunt naar voren bij de wetten van Newton. Newton gaat uit van een absolute ruimte die een absoluut coördinatenstelsel in zich draagt. Volgens de relationisten (onder andere Leibniz en Einstein) is er niet zoiets als een absolute ruimte: alles is relatief. Einstein verklaart ruimtelijke banen door aan te nemen dat de ruimte zelf gekromd is door versnellingen, rotaties en de zwaartekracht (zie de ideeën van Einstein in zijn speciale relativiteitstheorie en algemene relativiteitstheorie).